# 鹿港紫極殿
24°03′03″N 120°26′00″E / 24.050913°N 120.433395°E
鹿港紫極殿，是位於臺灣彰化縣鹿港鎮菜園里的玄天上帝廟，廟內有兩項文物為彰化縣文化資產的一般古文物。

## 沿革

### 早期歷史
鹿港紫極殿為菜園里的角頭廟。據廟方記載，香火為先民從原鄉攜來臺灣，於光緒十二（1886年）在鹿港下菜園、鹿港理番同知分府旁建廟。除主祀北極大帝外，配祀黃府千歲和朱、邢、李三千歲。早期此地聚落多為黃氏宗族親居住，此廟為當地居民的信仰中心。

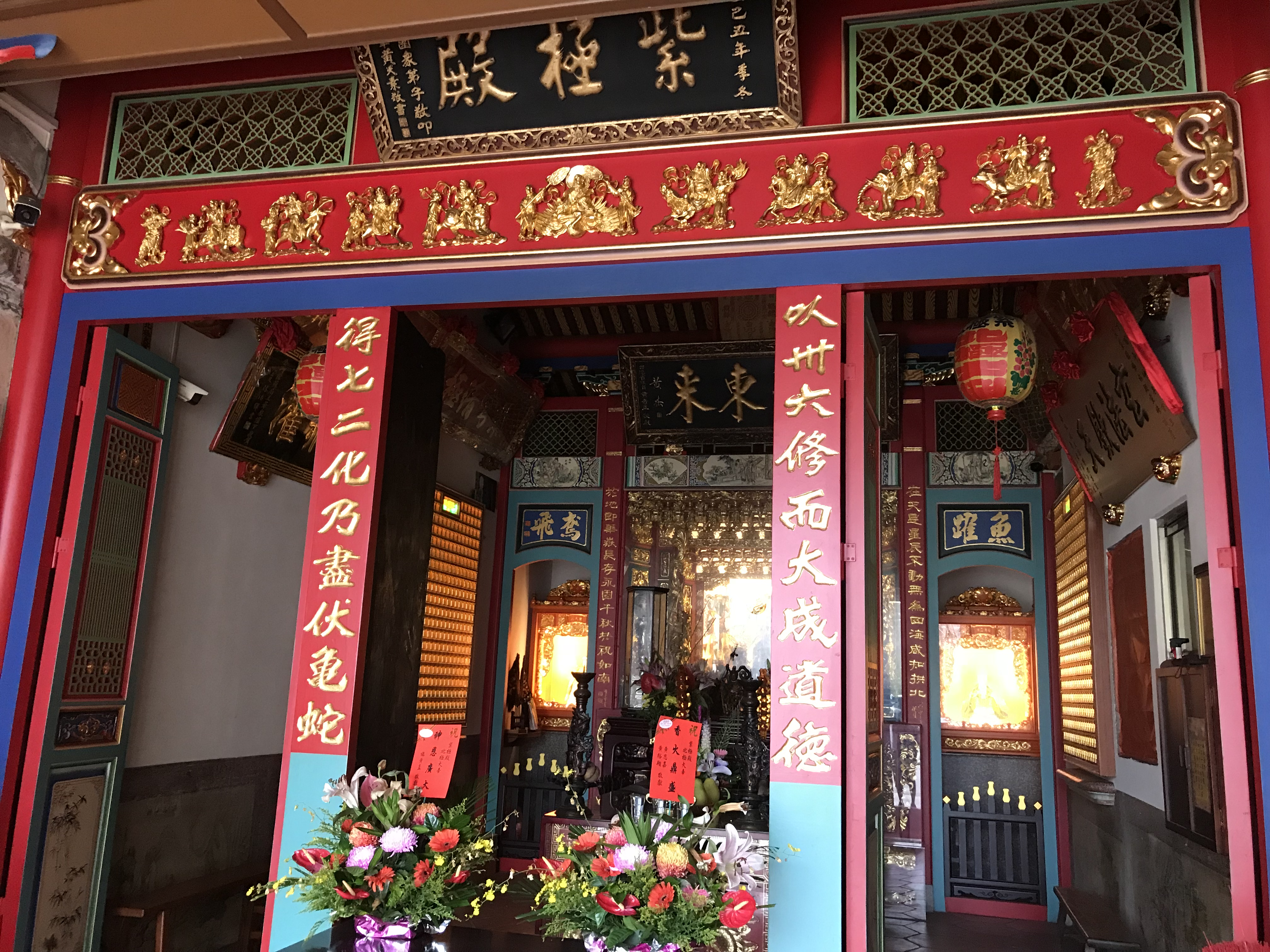
鹿港紫極殿黃天素書法楹聯

1913年，王瓜滋、黃其尊等人倡議重修，唯隔年廟地被指定為學校用地，遂由管理人黃謙發朝附近信徒募捐，移至現址重建。1934年，鹿港市區改正，本殿部份被拆除。1968年，成立重修委員會，共舉黃奇正、黃錫棔為正副主任委員，將原廟擴大，形成前後二進格局，彩繪由郭新林繪製、剪黏為徐明河所製，書法有黃天素、歐陽錦華等人，隔年竣工。

### 成立基金會
鹿港俗諺「過菜園街，如無聽到龍銀聲就會衰」，形容菜園里民富有。從前紫極殿每年酬神戲是鹿港有名，信徒常要把數以萬計的香油錢以演戲酬神方式花光。當地耆老為了改變風氣，才把香油錢作教育之用，成立紫極殿文教基金會。
1978年，黃天素、黃在傳等地方耆老，利用紫極殿香火錢與鄉親捐輸，設置獎學金。1993年成立紫極殿文教基金會，以黃天素擔任董事，為鹿港第二個基金會。由曾獲獎學金的企業人士黃永照捐出1百萬，幫助籌建新會館。他還存入千萬鉅款給基金會生孳息做為獎學金之用。紫極殿文教基金會執行者黃志農將鹿港老照片編輯成《鹿港懷古》專輯，在當地引起歡迎。
該基金會又成立了菜園里推展生活美學委員會，由資深鎮民代表施性鍾擔任主委，鼓勵里民自力整頓環境，讓文化落實在生活。

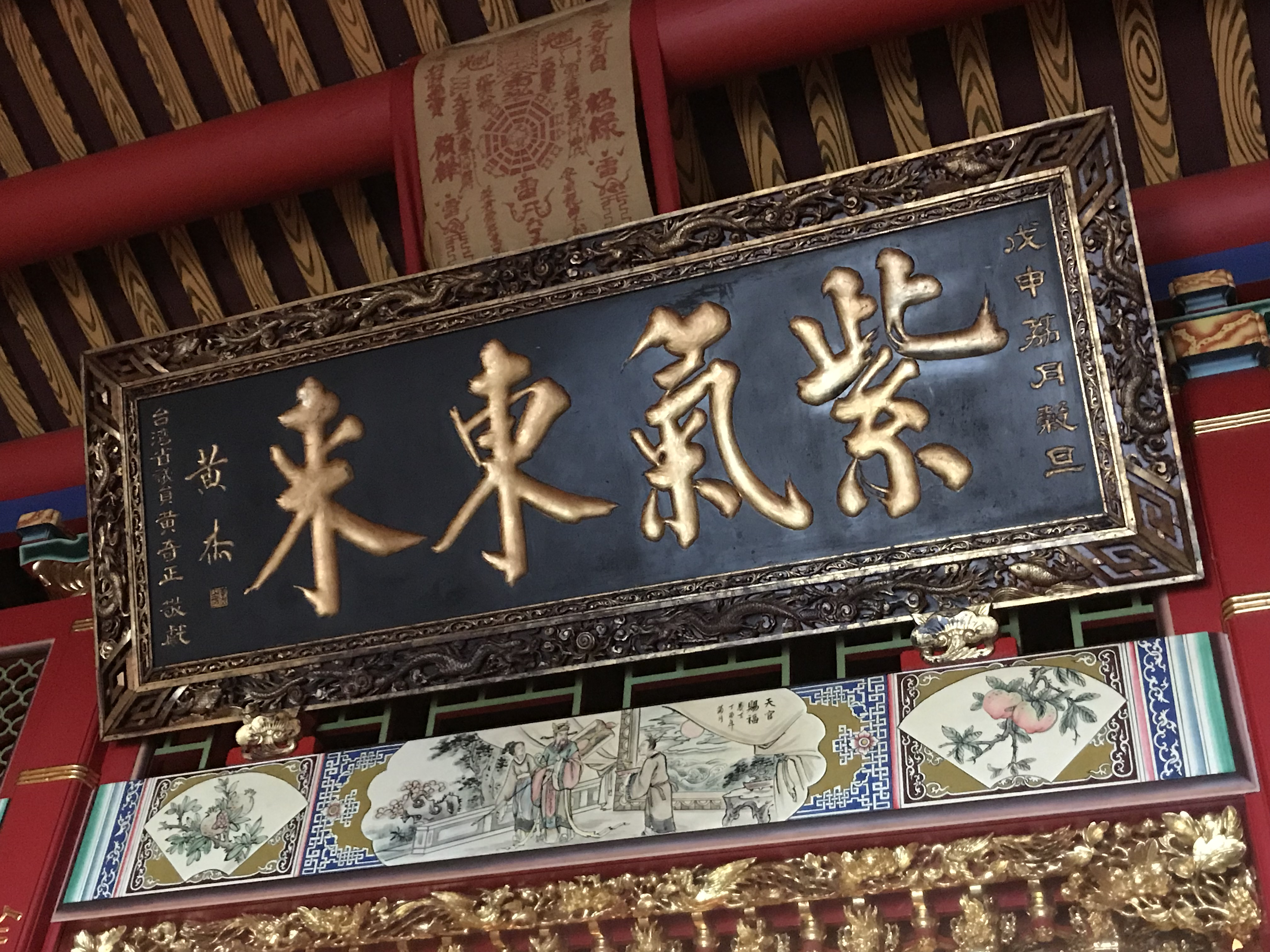
鹿港紫極殿黃杰匾額

### 修繕與古蹟之爭
九二一大地震，鹿港紫極殿樑柱損壞嚴重。受此地震影響，發生了鹿港文德宮因沒列入古蹟，而被廟方自行拆除重建的事件。2000年8月31日，彰化縣政府民政局將鹿港紫極殿、鹿港金門館、鹿港鳳山寺、鹿港順義宮、鹿港丁家古厝等提送古蹟審查委員會審議，爭取核列為縣定古蹟。
2014年，紫極殿管理委員會開始自行出資修繕廟宇，但紫極殿文教基金會則希望先登錄為歷史建築再修繕。該年，彰化縣文化局有形文化資產審議委員會上，審議委員以提報人非鹿港紫極殿所有權人，拒絕列入歷史建築，僅列冊追蹤。紫極殿文教基金會董事黃志農，曾對管委會說明登錄歷史建築後依然可修復，且可以減免賦稅，但管委會11位委員就有10人反對。
該年底，廟宇展開修繕，玄天上帝等神尊被請到對面建物暫駐。木雕師李秉圭表示，紫極殿規模雖小但五臟俱全，完整保存郭新林最後一次、也是最精緻的作品，大修屋頂必然破壞彩繪，最好局部修繕；文史工作者鄭武郎質疑，鹿港有些老建築翻修後古意盡失，老建築、老廟若一一拆除，不知以文化古蹟馳名的鹿港剩什麼？
2017年7月11日，因彰化縣近一年興起老建築搶拆風潮，文化局召開第3次有形文化資產審議委員會，將許多私產建築提報為文化資產，其中就包括紫極殿的兩項文物，分別以「鹿港紫極殿郭新林彩繪門神」、「鹿港紫極殿黃天素書法楹聯」之名指定為一般古文物。該年尾，12月30日，紫極殿重修落成，舉行入火安座儀式。